# Kirche Mockrehna

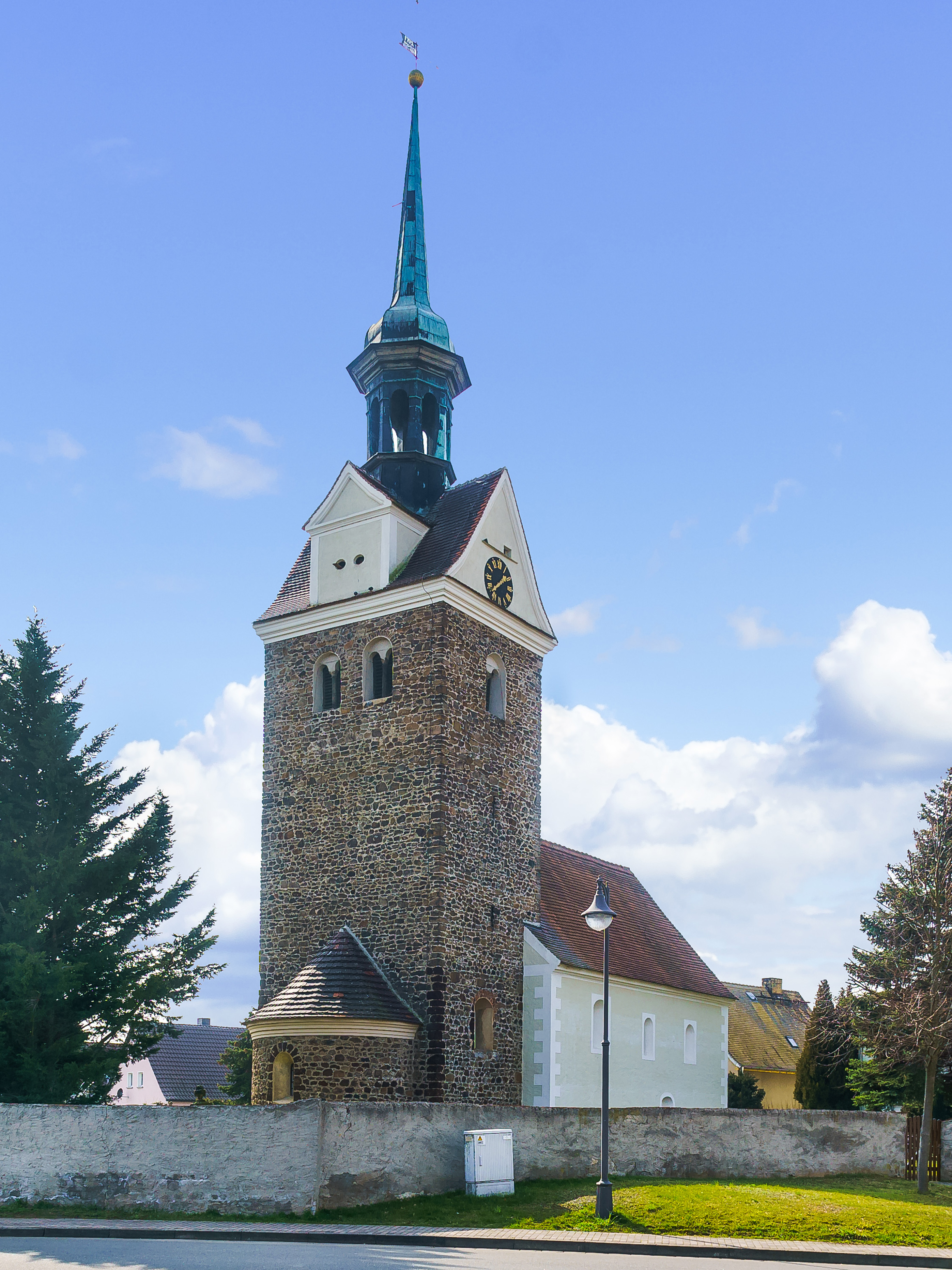
Kirche zu Mockrehna (2021)

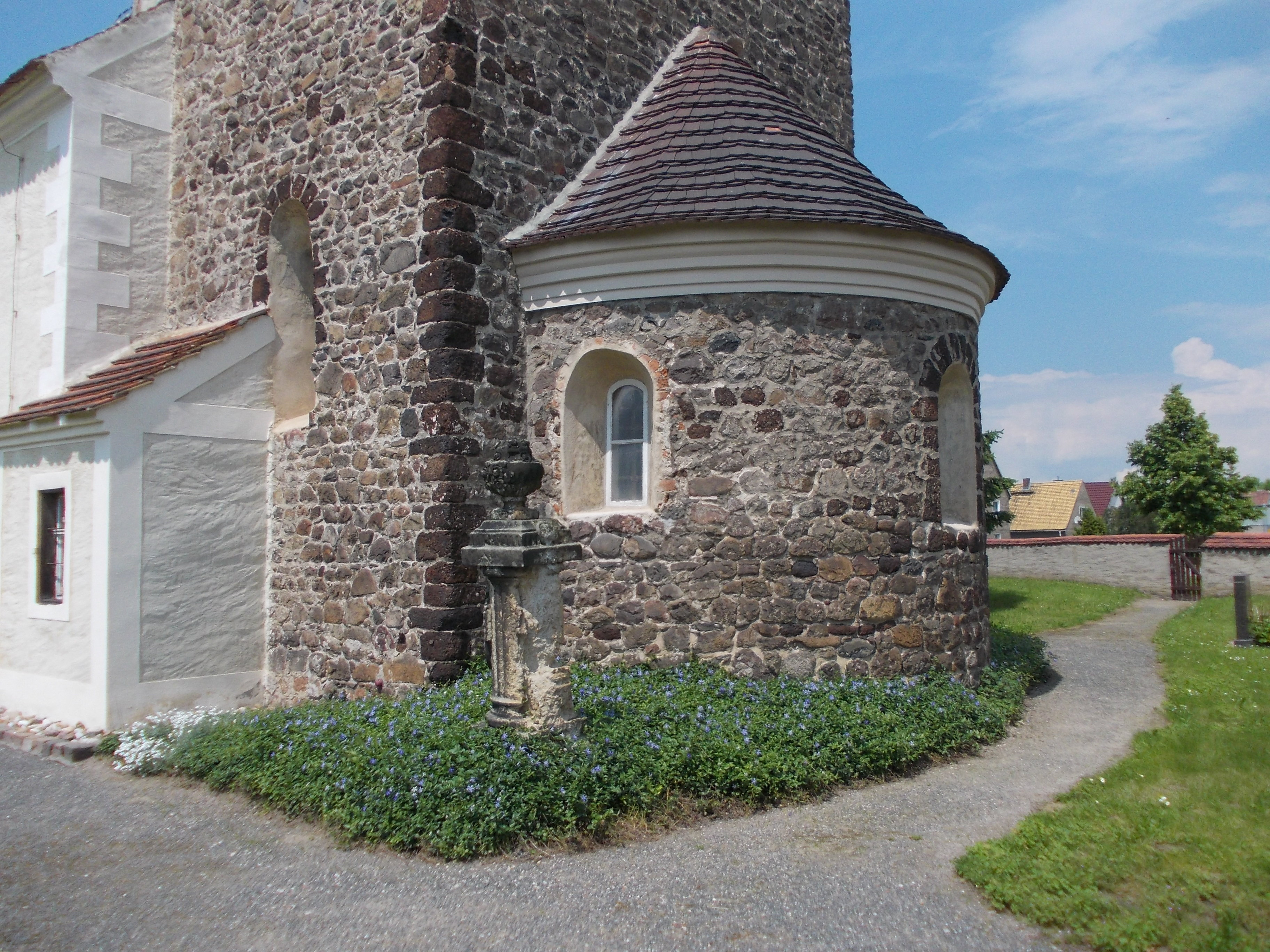
Apsis der Kirche (2013)

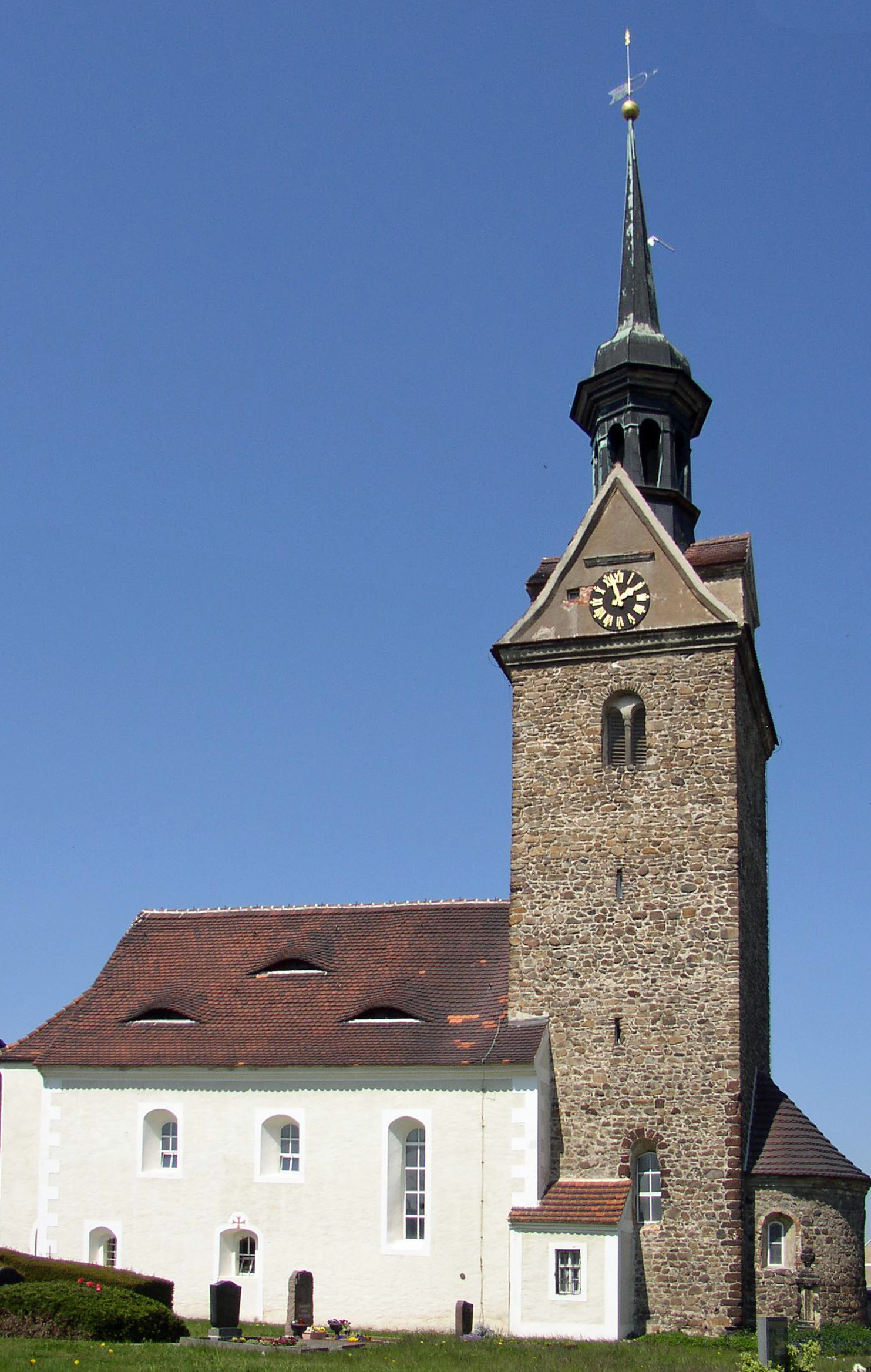
Südansicht (2008)

Die Kirche Mockrehna ist ein Sakralbau der Evangelischen Kirche in Mitteldeutschland in der Ortsmitte von Mockrehna in der Nähe von Torgau im Landkreis Nordsachsen. Sie gehört zum Pfarrbereich Audenhain und steht unter Denkmalschutz. Sie ist – auch wegen des angeblich von Pumphut in die Kirchturmspitze geworfenen Breitbeils – das Wahrzeichen des Ortes.

## Geschichte
Die Mockrehnaer Kirche wurde um das Jahr 1208 erbaut. Bis zur ersten lutherischen Kirchenvisitation 1525 gehörte dazu eine eigene Pfarrstelle, die dann an das größere Wildenhain ging. Von 1925 bis 2001 war Mockrehna wieder selbständige Kirchgemeinde. Seit 1945 finden in der Kirche auch katholische Gottesdienste statt.
1705 wurde die Kirche grundlegend umgebaut. Der Turm wurde bis auf eine Höhe von sechs Metern abgetragen, und der Neuaufbau erhielt die heutige barocke Gestalt. Die Türen auf der Nord- und Südseite wichen einem Sandsteinportal am Westgiebel, das später durch einen Anbau ersetzt wurde. Die Kirche wurde komplett verputzt. Das Kircheninnere erhielt seine heutige Form. Das Beil aus der Pumphutsage wurde erstmals als hölzernes am Turm angebracht, das 1835 durch ein eisernes ersetzt wurde.
1956 wurden Apsis und Turm vom Putz befreit, der aber in den 2010er Jahren an den Turmgiebeln wieder angebracht wurde. 1976/77 wurden Wetterfahne, Turmkugel und Beil erneuert und die Schieferdeckung der Haube durch Kupferblech ersetzt. Ihre Turmuhr erhielt die Kirche 1982.

## Architektur
Die Kirche ist eine aus Feldsteinen errichtete romanische Chorturmkirche von etwa 24 m Länge und 10 m Breite. Der Schaft des rechteckigen Turmes und die sich anschließende Rundapsis mit Kegeldach sind steinsichtig. Der Turm trägt ein in Nord-Süd-Richtung verlaufendes Satteldach mit zwei Zwerchhäusern mit Ochsenaugen. Die Giebel am Turm und das Langhaus sind verputzt.
Der Turm trägt eine kupfergedeckte barocke Haube mit oktogonaler Laterne und endet mit der Spitze, in der das Pumphut-Beil steckt, der Turmkugel und der Wetterfahne. Die Giebel des Turmes zeigen nach Norden und Süden je ein Zifferblatt der Turmuhr. Das Glockengeschoss des Turmes hat rundbogige Zwillingsfenster mit Mittelsäule, an der Breitseite nach Osten zwei, auf den Schmalseiten je eines.
Das Langhaus weist Rundbogenfenster auf, deren hohe Lage durch die Empore im Inneren bestimmt wird. Eine Verkürzung der Empore auf der Südseite ermöglicht dort ein größeres Fenster. Segmentbogenfenster in Erdgeschosshöhe markieren frühere, zum Teil zugemauerte Türen. Die Tür- und Fenstergewände sind aus Raseneisenstein.
Der Zugang zur Kirche erfolgt durch einen Anbau mit Walmdach auf der Westseite, der auch die Treppe zur Empore enthält.

## Inneres
Der Innenraum hat eine flache, dunkle Holzbalkendecke. Die Triumphbögen zum Chorraum unter dem Turm und zur Apsis sind romanisch mit seitlichen Kämpfern. Die dreiseitigen Emporen sind in hellem Grau und der gesamte Raum in schlichtem Weiß gehalten.
Der Altar steht in der Apsis und zeigt als Altarbild zwischen durch Schnitzwerk verzierten Säulen eine Kreuzigungsszene, von unregelmäßig eingefassten Engelbildern umgeben. Im Zentrum des Chores steht das sandsteinerne Taufbecken. Die Kanzel ist aus Holz. An ihrem Korb zeigt sie die Bilder der Evangelisten und an ihrem Aufgang Jakob mit der Himmelsleiter.
Die Kirche besitzt drei Glocken, die älteste von 1662. Eine gleichaltrige, ebenfalls bronzene, musste im Ersten Weltkrieg für Rüstungszwecke abgegeben werden und wurde 1922 durch eine Stahlglocke mit der Aufschrift „Ehre sei Gott in der Höhe“ ersetzt. Schließlich kam 1985 aus einer privaten Spende eine dritte mit der Aufschrift „Dona nobis pacem“ hinzu.

## Friedhof
Die Kirche ist vom historischen Friedhof umgeben, der u. a. einen Sandstein-Grabstein des ehemaligen Gutspächters enthält: eine klassizistische kannelierte Säule auf abgetrepptem Sockel, auf der Säule ein Medaillon mit verwitterter Inschrift, ein stark profilierter Aufsatz und eine Amphora mit ostseitig stark verwittertem Blütenrelief.
Die Friedhofs-Einfriedung ist eine Bruchstein- und Feldsteinmauer, zum Teil verputzt, mit Biberschwanz-Abdeckung. Das straßenseitige Eingangstor hat quadratische Sandstein-Torpfeiler mit pyramidalem Abschluss.

## Pumphuts Beil im Kirchturm

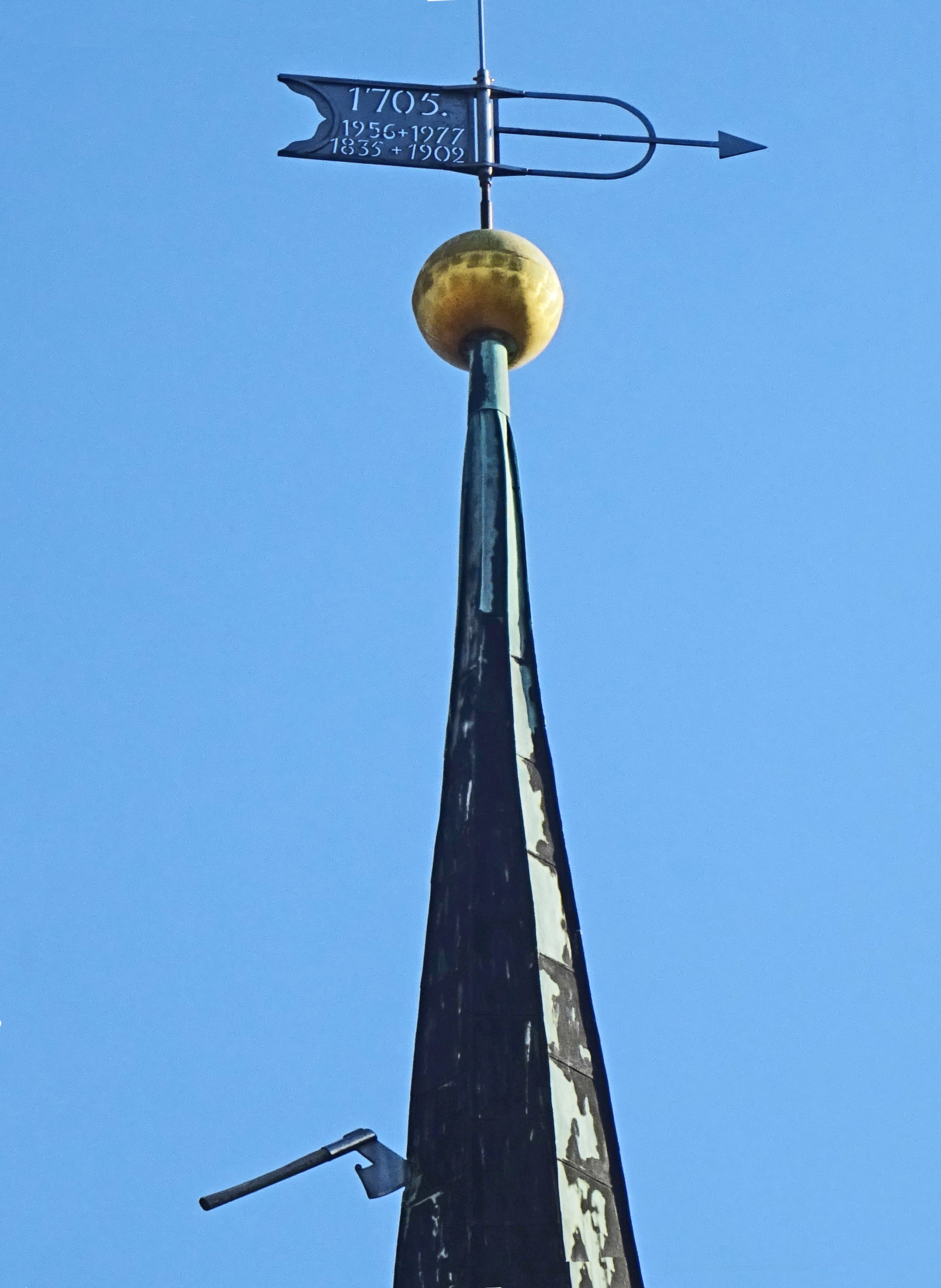
Pumphuts Beil in der Kirchturmspitze (2018)

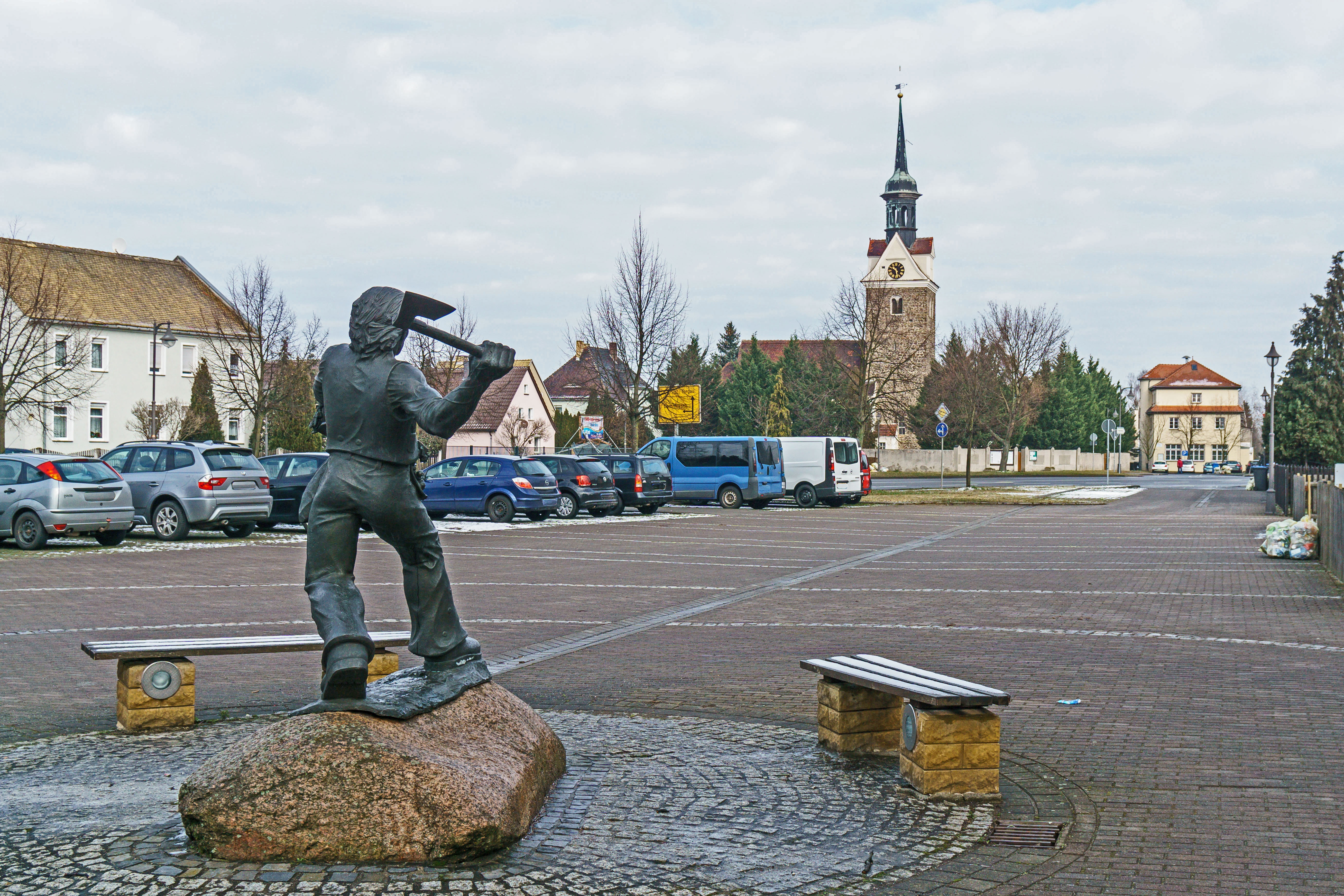
Pumphut-Denkmal mit Beil und die Kirche zu Mockrehna

Der Sage nach saß der auch als Hexenmeister der Oberlausitz bekannte Martin Pumphut eines Abends als Wandergeselle in einem Mockrehnaer Wirtshaus, neckte die Bauern und den Müller, zeigte Kunststücke mit seinem Beil, bis ein neu hinzugekommener Gast rief: „Das ist der Zauberer, er ist mit dem Teufel im Bunde, nehmt ihm sein Zauberbeil!“ Pumphut sprang hinaus, rannte auf den Friedhof. Und als die ihn verfolgende Menge ihn packen wollte, schwang er sein Beil und ließ es unter Zischen und Krachen an die Kirchturmspitze fliegen, wo es stecken blieb. Alle schauten hinterher, und Pumphut verschwand unter einem großen Stein. Danach wurde er nie wieder gesehen.
Eine andere Darstellung der Sage findet sich in einer Aufzeichnung, die 1902 im Knopf des Kirchturmes gefunden wurde:

„Pumphut war ein Müllerbursche von großer Stärke, aber ein Raufbold, der sich oft des Beiles bediente. (Die Müller hatten im 17. Jahrhundert das Recht, Beile zu tragen.) Es sollte nun Pumphut das Beil abgenommen werden, aber mit den Worten: ‚Ehe Ihr es bekommt, soll es in Eurem Turm stecken zum ewigen Andenken!‘ warf er es in die damals hölzerne Turmspitze, wo es stecken blieb. Dort steckt es heute noch zur Verwunderung vieler Reisenden, die hier mit der Bahn vorüberfahren.“

Das seit dem 18. Jahrhundert am Turm angebrachte, erneuerte und sorgsam gepflegte Beil gilt als Wahrzeichen des Ortes, hält die Pumphutsage lebendig und kam sogar ins Ortswappen. Seit einigen Jahren gibt es auch eine 1,80 Meter hohe Bronzefigur des beilwerfenden Pumphut vom Bad Schmiedeberger Bildhauer Gert Büttner. Auch die Grundschule in Mockrehna trägt wegen der Sage Pumphuts Namen.
Das originale Beil wurde später zunächst in der Turmkugel aufbewahrt und befindet sich jetzt im Museum im Gutshaus.